# Impromptus (Schubert)

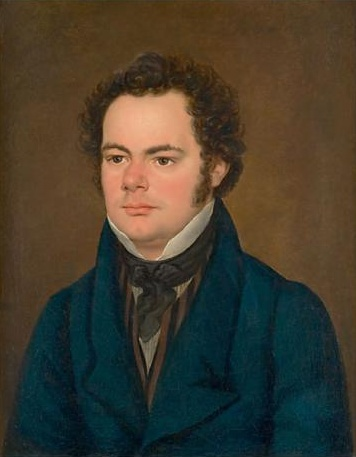
Franz Schubert, pintado alrededor de 1827 (o hasta el otoño de 1828) por Anton Depauly

Los Impromptus de Franz Schubert son piezas líricas para piano de los últimos años de la vida del compositor. Se agrupan en dos colecciones, cada una con cuatro piezas. Compuso el primer grupo (D 899, Op. 90) en el verano y otoño de 1827 y le añadió cuatro piezas más en diciembre del mismo año (D 935, Op. 142).
Además de los Momentos musicales, estas dos colecciones de cuatro piezas se encuentran entre sus obras para piano más conocidas y fueron, especialmente en el pasado, una parte integral de la enseñanza del piano y la música en el hogar. Hoy forman parte de los programas de conciertos de los pianistas y se tocan de forma cíclica o de forma individual, frecuentemente como bises.
El término francés Impromptu (“Improvisación”, “idea instantánea”) para los primeros cuatro Impromptus D 899 se remonta al editor vienés Tobias Haslinger, quien publicó solo los dos primeros en vida de Schubert.

## Antecedentes, publicación y repercusión
Las obras para piano de Schubert para dos y cuatro manos se pueden dividir en cuatro secciones, que están todas en pie de igualdad: Sonatas y Fantasías, Ciclos de piezas para piano y Piezas de sociedad. El grupo final, asociado con las Schubertiadas y eventos de entretenimiento similares, incluye las danzas (como el Ländler, el vals, la escocesa y el minué) y las marchas .
Jan Václav Voříšek, que estudió algún tiempo con Johann Nepomuk Hummel y a quien Beethoven dedicó elogios, aplicó a sus piezas líricas para piano el término “impromptu” que era utilizado para las paráfrasis operísticas. Una colección de seis de sus Impromptus apareció en Viena en 1822 y probablemente influenció a Schubert.
Los dos primeros Impromptus se encuentran entre las pocas obras para piano que se publicaron durante la vida de Schubert, junto con Wanderer Fantasie y los Momentos Musicales. Las cuatro piezas de la segunda colección, a las que el propio compositor dio el título Impromptus, estaban originalmente numeradas del 5 al 8, con la intención de ser una continuación del primer volumen. Cuando el editor publicó las otras seis piezas diez años después de su muerte, cambió el compás y los valores de las notas en algunos lugares y eliminó dos signos de repetición.
La popularidad de las piezas, que pronto se encontrarían en numerosas colecciones y formaban parte integral de la cultura musical burguesa, pudo obstaculizar la reputación de Schubert como compositor de sonatas para piano, en las que emuló con grandes logros las obras para piano de Ludwig Van Beethoven.

## Análisis musical

### Primera colección
Los Cuatro Impromptus, D. 899 (Op. 90) son los siguientes:
- n.° 1 en do menor
- n.º 2 en mi bemol mayor
- n.° 3 en sol bemol mayor
- n.° 4 en la bemol mayor

#### Op. 90 n.º 1

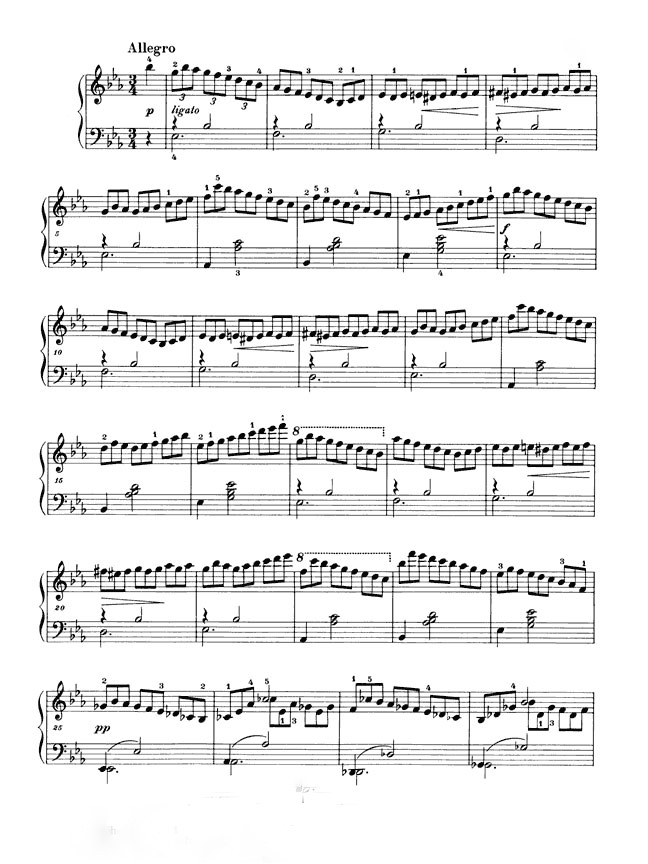
Impromptu en Mi bemol mayor Op. 90 No. 2

La primera pieza en do menor (Allegro molto moderato, 4/4) recuerda a una balada con su tema de canción popular y su ritmo punteado de marcha. Después de un tiempo de octava fortissimo, Schubert lo introduce en pianissimo sin acompañamiento y le agrega acordes cada vez que se repite. En el curso variable adicional, varía continuamente el acompañamiento acortando sus valores de nota (tresillos desde el compás 41, semicorcheas desde el compás 125). Schubert usa la ambivalencia armónica del tema de dos partes entre el do menor de la primera sección (compases 2-8) y el mi bemol mayor de la segunda sección (compases 9-16) para modulaciones de largo alcance en otras tonalidades. En el compás 41, por ejemplo, lleva el tema a la bemol mayor, mientras que la mano izquierda toca un acompañamiento de tresillo (desde el compás 60) en el bajo. Se alcanza un clímax lírico en el compás 74, donde suena un nuevo tema sobre un acompañamiento de tresillos, cuyo efecto se intensifica por la imitación en el intervalo de séptima y se repite después de desarrollos dramáticos desde el compás 152 en sol mayor. Después de la condensación en la parte media, hay un apaciguamiento, en el que se alargan los valores de las notas y se introduce la terminación en do mayor a través de semicorcheas y tresillos.

#### Op. 90 n.º 2
Con sus rápidos tresillos de corchea, el segundo Impromptu en mi bemol mayor (Allegro, 3/4) se ha convertido en una pieza particularmente popular en la literatura musical. Las marcas de interpretación allegro, piano y legato dan una pista de que el carácter de estudio que a menudo se le da a la pieza es inapropiado. La sección central acentuada y dinámica (ben marcato) también parece anticipar el carácter de algunas de las piezas de Robert Schumann en su ritmo. Schubert retoma el tema principal de nuevo en la coda, que sorprendentemente termina con un acorde forte en mi bemol menor, lo que lleva a la tercera pieza en sol bemol mayor.

#### Op. 90 n.º 3

Schubert Comienzo del Impromptu en sol bemol mayor D899-03.

El tercer Impromptu (Andante, 4/2 alla breve) en sol bemol mayor es un canto silencioso, parecido a un nocturno, cuyo atractivo pianístico radica en tocar la melodía y el acompañamiento juntos, con la mano derecha. Si el quinto dedo se hace cargo de los tonos de la melodía, los demás crean el acompañamiento arpegiado a modo de arpa, lo que subraya la cantilena con nuevos giros armónicos. Haslinger persuadió a Schubert para que transpusiera la pieza a sol mayor. El editor, preocupado por las ventas, pensó que la tonalidad de sol bemol original era demasiado complicada y quería que fuera más fácil de tocar.

#### Op. 90 n.º 4
El cuarto Impromptu (Allegretto, 3/4) se relaciona con la primera pieza en longitud y tensión dramática. Está en la bemol mayor y ya sorprende en la primera cascada de arpegios, cada uno de los cuales se extiende sobre dos compases, con la tonalidad la bemol menor. A partir del compás 47 se establece una melodía en la bemol mayor tocada por la mano izquierda, que se acompaña de las cascadas de la mano derecha, que se acortan a un compás. La sección central extendida en do sostenido menor se caracteriza por suspensiones cromáticas y patéticos ascensos del tema. Se acompaña de acordes de agarre completo y eleva la pieza a una esfera casi del romántico tardío.

### Segunda colección
Los Cuatro Impromptus, D. 935 (Op. posth. 142) son los siguientes:
- n.° 1 en fa menor
- n.° 2 en la bemol mayor
- n.º 3 en si bemol mayor
- n.° 4 en fa menor

#### Op. 142 n.° 1
La conexión entre este Impromptu individual con el primer movimiento de una sonata para piano subyacente reconocida por Robert Schumann es particularmente sorprendente en la primera pieza para piano en fa menor, extremadamente compleja (Allegro moderato, 4/4), cuya estructura se basa remotamente en la forma sonata y su comienzo recuerda a una improvisación. Con el patético acorde inicial y el subsiguiente forte, rítmicamente salpicado de movimiento descendente, el primer tema caracteriza el carácter serio de toda la pieza. El segundo tema lleno de melodías en la bemol mayor, que comienza en el compás 44, retoma motivos del grupo de transición con sus tríadas repetitivas, que se extiende de los compases 39 al 42. Una vez que la melodía ha ascendido, también la toma la mano izquierda, que la lleva sola en la tercera repetición y entonces la derecha la toca en sentido figurado.
La parte similar a un desarrollo que comienza en el compás 69 comienza después del cambio característico mayor-menor en la bemol menor y es uno de los aspectos más destacados de la música para piano de Schubert: mientras que la mano derecha crea un tapiz de sonido a través de arpegios de semicorchea tocados continuamente, la izquierda toca un "diálogo" melancólico, que consta de "preguntas" de tres a cinco notas en el registro alto y respuestas en el bajo y se lleva al compás 114. Al comienzo de la recapitulación, el primer tema vuelve a estar en fa menor, mientras que el grupo de transición largo lleva ahora el segundo (compás 159) a fa mayor, transición que también se encuentra en la sección de desarrollo repetida desde el compás 182.

#### Op. 142 n.º 2
La segunda pieza (allegretto, 3⁄4 ) en la bemol mayor proporciona un contraste íntimo, que es bien conocida por su relativamente fácil interpretación y su tema pegadizo. Schubert repite el tema de ocho compases, subiendo una octava y variando ya aquí la progresión armónica al permitir que la tonalidad relativa, fa menor suene por un momento sobre el acorde de séptima . En la segunda parte, las octavas dobles forman un contraste dinámico que va hasta el fortissimo y conduce armónicamente al sol bemol menor. La cadena continua de tresillos del trío en re bemol mayor sorprende por su melodía escondida, lo que también contribuye a la popularidad de la pieza.

#### Op. 142 n.º 3
Con el penúltimo Impromptu en si bemol mayor, Schubert compuso una de sus series de variaciones más conocidas. Como tema eligió la melodía (modificada) de su música incidental para la obra romántica Rosamunda, que ya había utilizado para el segundo movimiento de su Cuarteto de cuerda n.º 13. Lo lleva a través de cinco variaciones, cada una con sus propias escalas, acordes quebrados y octavas intermedias. Utiliza la alegría, el patetismo y el virtuosismo. La tercera variación en si bemol menor alcanza áreas apasionantes de expresión con sus acordes de cuerpo completo que la acompañan y repiten un segundo motivo rápido.

#### Op. 142 n.º 4
El impromptu final (Allegro scherzando, 3/8) en fa menor es la pieza más larga de la colección en términos de rango de compases (525), alcanzando así la longitud de un final de sonata. Con sus exposiciones y acentuaciones, deja una impresión sumamente conmovedora y, con su larguísima coda, las intensificaciones (più presto) y el descenso salvaje que concluye la pieza, recuerdan el final del Preludio en re menor op.28, n.º 24 de Frederic Chopin.

## Comentarios sobre la forma

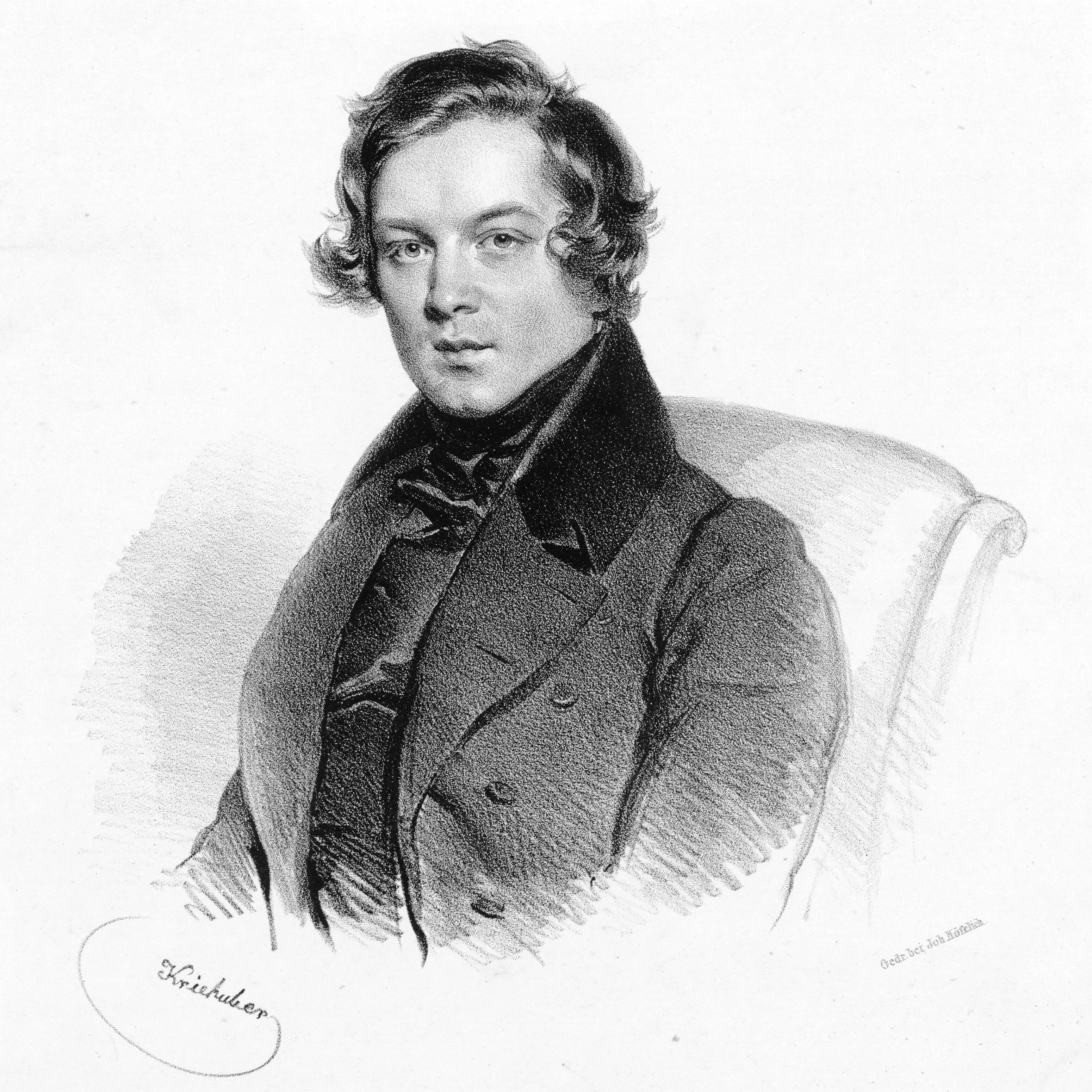
Robert Schumann (1839)

Schubert compuso los Impromptus después de haber practicado extensamente la Sonata para piano. Así que se conectan a esta forma, pero sólo superficialmente en términos de su cohesión y estructura. Mientras que el primer y tercer Impromptus del Op. 90 y la primera pieza de la segunda colección recuerdan la forma de obertura sin desarrollo, utilizada en los movimientos lentos, las otras piezas a menudo siguen formas de una danza.
No es fácil resumirlos como a los Momentos musicales bajo un término genérico. Al igual que las fantasías, a menudo se comparan con el concepto tradicional de la sonata para piano y se ven las diferencias, superposiciones y similitudes. Mientras que los momentos musicales pueden entenderse como bagatelas o pequeñas formas, esto no es posible para los Impromptu más extensos.
Robert Schumann vio una clara conexión entre las piezas de la segunda colección (D 935) y escribió en una reseña escrita en 1838 para el Neue Zeitung für Musik indicando que el Impromptu en fa menor era “obviamente el primer movimiento de una sonata…” La segunda pieza extremadamente popular en la bemol mayor, que muchos estudiantes de piano tocan debido a su relativa simplicidad y tema pegadizo, era para él, el 2.º movimiento de la misma sonata, siguiendo de cerca a la primera en tonalidad y carácter. "Los amigos de Schubert deberían saber 'dónde van los movimientos finales' y si ha completado la sonata". Finalmente, el último Impromptu “puede considerarse como un finale, pero la naturaleza fugaz de toda la estructura casi habla en contra, incluso si la clave habla a favor."
Alfred Einstein apoyó este punto de vista y creía que Schubert había planteado los movimientos de la sonata como piezas individuales por razones financieras. Después de que se publicaran las "Tres piezas para piano D 946" (Allegro assai, Allegretto y Allegro) en 1868 y los fragmentos D 916B/C solo en 1978, la cercanía del Impromptu a la sonata también puede documentarse históricamente. Las evidencias documentales sugieren que Schubert escribió los borradores de los dos primeros Impromptus (D 899 y D 935) y las piezas inacabadas en el verano de 1827. En abril de ese año, la Sonata en sol mayor D 894 se publicó como una serie de cuatro piezas para piano ( Fantasía, Andante, Menuetto y Allegretto ) y no como una obra coherente.